# Клемастин
Клемастин (англ. Clemastine) — синтетичний препарат, що є похідним бензгідрильного етеру, та його відносять до антигістамінних препаратів І покоління, для перорального та парентерального застосування.

## Фармакологічні властивості

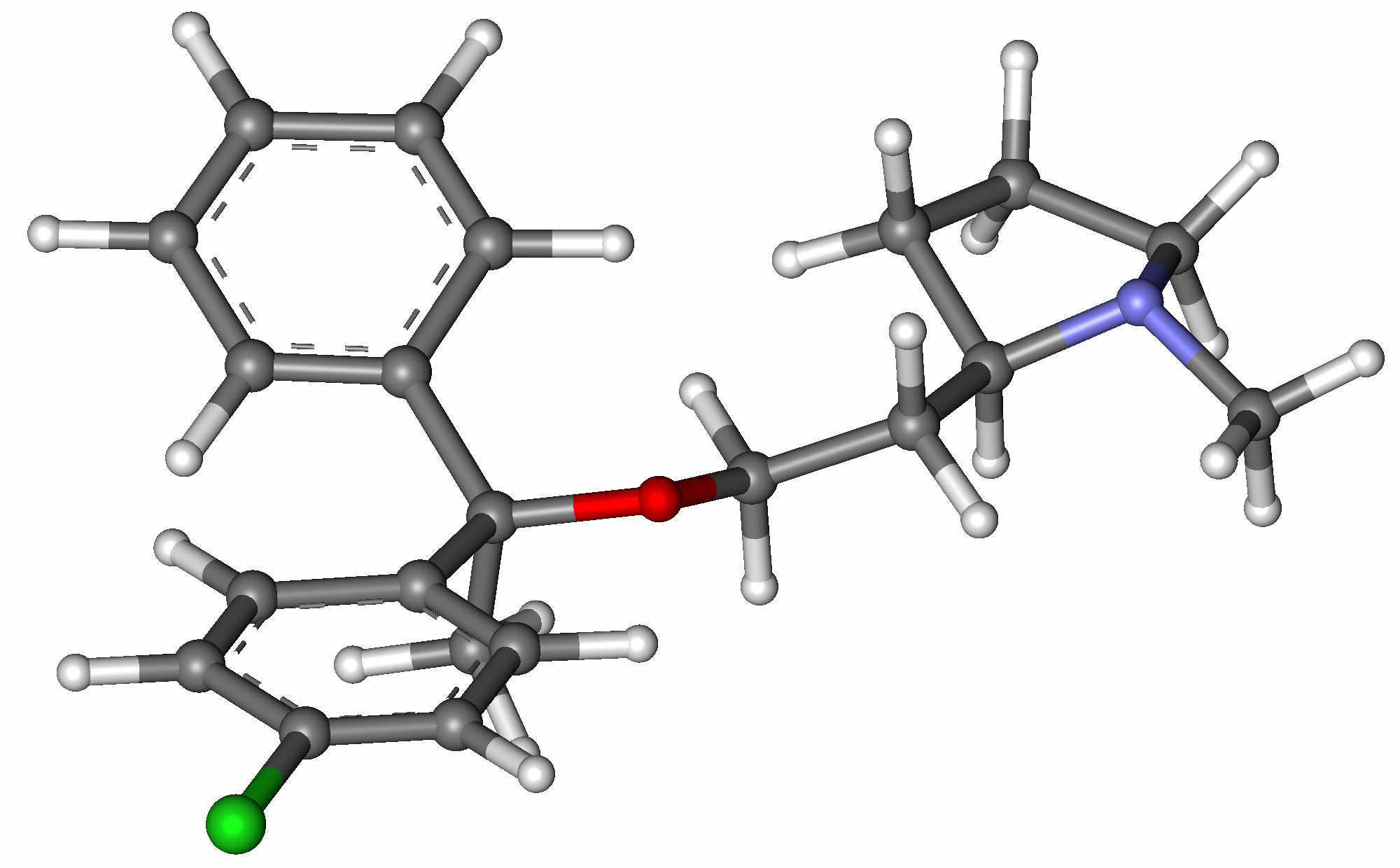
Просторова модель молекули

Клемастин — синтетичний препарат, що є похідним бензгідрильного етеру та належить до групи антигістамінних препаратів І покоління. Механізм дії препарату полягає у селективному блокуванні Н1-рецепторів гістаміну, а також блокуванні м-холінорецепторів та серотонінових рецепторів. Клемастин знижує проникність капілярів, знижує спазмогенний вплив гістаміну на гладку мускулатуру внутрішніх органів, попереджує розвиток та полегшує перебіг алергічних реакцій негайного типу, має виражений протисвербіжний ефект. Клемастин має здатність до зв'язування із Н1-рецепторами головного мозку та одночасно блокує серотонінові та ацетилхолінові рецептори головного мозку, що обумовлює помірний седативний та снотворний ефект препарату. Клемастин не має тератогенної, мутагенної та канцерогенної дії. Препарат призначається дітям від 1 року.

### Фармакодинаміка
Клемастин добре всмоктується як при пероральному, так і при парентеральному застосуванні. Максимальна концентрація в крові досягається протягом 2—4 годин, дія препарату триває 10—12 годин. Препарат добре зв'язується з білками плазми крові. Клемастин рівномірно розподіляється в організмі. Препарат проникає через гематоенцефалічний бар'єр. Клемастин проникає через плацентарний бар'єр та виділяється в грудне молоко. Метаболізується препарат у печінці. Виводиться препарат із сечею переважно у вигляді метаболітів. Виведення клемастину із організму двофазне, у першій фазі період напіввиведення препарату становить 2,7—4,5 годин, у другій фазі 21—53 години; даних про збільшення цього часу при порушеннях функції печінки та нирок немає.

## Показання до застосування
Клемастин застосовують перорально при кропив'янці, полінозі, сироватковій хворобі, алергічному та контактному дерматиті, свербежу шкіри, алергічному та вазомоторному риніті, гострому іридоцикліті, екземі та алергічних реакціях, спричинених укусами комах. Парентерально клемастин застосовують при набряку Квінке, анафілактичному шоку та для профілактики алергічних та псевдоалергічних реакцій при переливанні крові, введенні рентгеноконтрастних речовин або діагностичному введенні гістаміну.

## Побічна дія
При застосуванні клемастину можливі наступні побічні ефекти:
- Алергічні реакції — нечасто (0,1—1%) задишка; рідко (0,01—0,1%) висипання на шкірі, кропив'янка, фотодерматоз; дуже рідко (менше 0,01% при парентеральному застосуванні) анафілактичний шок, бронхоспазм, набряк Квінке.
- З боку травної системи — рідко (0,01—0,1%) нудота, блювання, сухість у роті, біль у животі; дуже рідко (менше 0,01%) діарея або запор.
- З боку нервової системи — часто (1—10%) підвищена втомлюваність, сонливість; рідко (0,01—0,1%) головний біль, запаморочення, тремор; у дітей дуже рідко спостерігають стимулюючу дію на нервову систему.
- З боку серцево-судинної системи — рідко (0,01—0,1%, частіше у осіб похилого віку) артеріальна гіпотензія, тахікардія, екстрасистолія, відчуття стискання в грудній клітці.
- З боку дихальної системи — рідко (0,01—0,1%) згущення мокротиння та погіршення відходження мокротиння.
- З боку сечостатевої системи — рідко (0,01—0,1%) дизурія.

## Протипокази
Клемастин протипоказаний при підвищеній чутливості до препарату, дітям до 1 року, порфірії, захворюваннях нижніх дихальних шляхів (у тому числі при бронхіальній астмі). Клемастин не рекомендований при гіпертрофії передміхурової залози, закритокутовій глаукомі, вагітності та годуванні грудьми, при одночасному застосуванні інгібіторів моноамінооксидази.

## Форми випуску
Клемастин випускають у вигляді ампул по 2 мл 0,1% розчину; таблеток по 0,001 г та 0,013% сиропу у флаконах по 60 та 100 мл.